# 339 دوروثيا
دوروثيا هو الكويكب رقم 339 الذي تم اكتشافه من قبل عالم الفلك ماكس ولف من مرصد هايدلبرغ وكان ذلك في 25 سبتمبر عام 1892 في ألمانيا.